# قمری زمینی سانتا کروز
قمری زمینی سانتا کروز (نام علمی: Pampusana sanctaecrucis) یک گونه پرنده از خانواده کبوتران است که در جزایر سلیمان جنوبی و وانواتو یافت می‌شود. زیستگاه طبیعی آن جنگلهای جلگه‌ای نمناک نیمه‌گرمسیری یا گرمسیری است. از دست دادن زیستگاه آن را تهدید می‌کند.